# Drusus ingridae
Drusus ingridae är en nattsländeart som beskrevs av Füsun Sipahiler 1993. Drusus ingridae ingår i släktet Drusus och familjen husmasknattsländor. Inga underarter finns listade i Catalogue of Life.